# Championnat du monde féminin de basket-ball 1953
Navigation
Brésil 1957
Le Championnat du monde féminin de basket-ball 1953 s’est déroulé au Chili du 7 au 22 mars 1953. Organisé par la FIBA, il est le premier championnat du monde de basket-ball féminin.
Ce sont dix équipes qui participèrent à cette première édition de la Coupe du monde de basket féminin, Argentine, Brésil, Chili, Cuba, France, Mexique, Paraguay, Pérou, Suisse et les USA. Il y avait une grande effervescence à Santiago, avec une plateforme en bois spécialement construite à l'intérieur du stade national et 30 000 supporters assistaient au match. Le Chili, hôte, a affronté les États-Unis lors de leurs dernier match mais on perdu sur le score de 36 à 49 et ont dû se contenter de l'argent, Pauline Bowden en a marqué 17 points pour les États-Unis. La France a remporté le bronze alors qu'Anne-Marie Colchen a terminé le tournoi comme meilleur buteur avec 19,2 points par match. Cependant, les États-Unis n'ont pas réussi à ramener le trophée à la maison en raison de sa taille. Le trophée était trop grand pour passer à travers les portes de la «soute à bombes» de l'avion américain B-17.

## Lieux de compétition
| Santiago                               | Santiago | Santiago |
| Stade national Julio Martínez Prádanos |          | Santiago |
| Capacité : 50 000                      |          | Santiago |
|                                        |          | Santiago |

## Équipes participantes

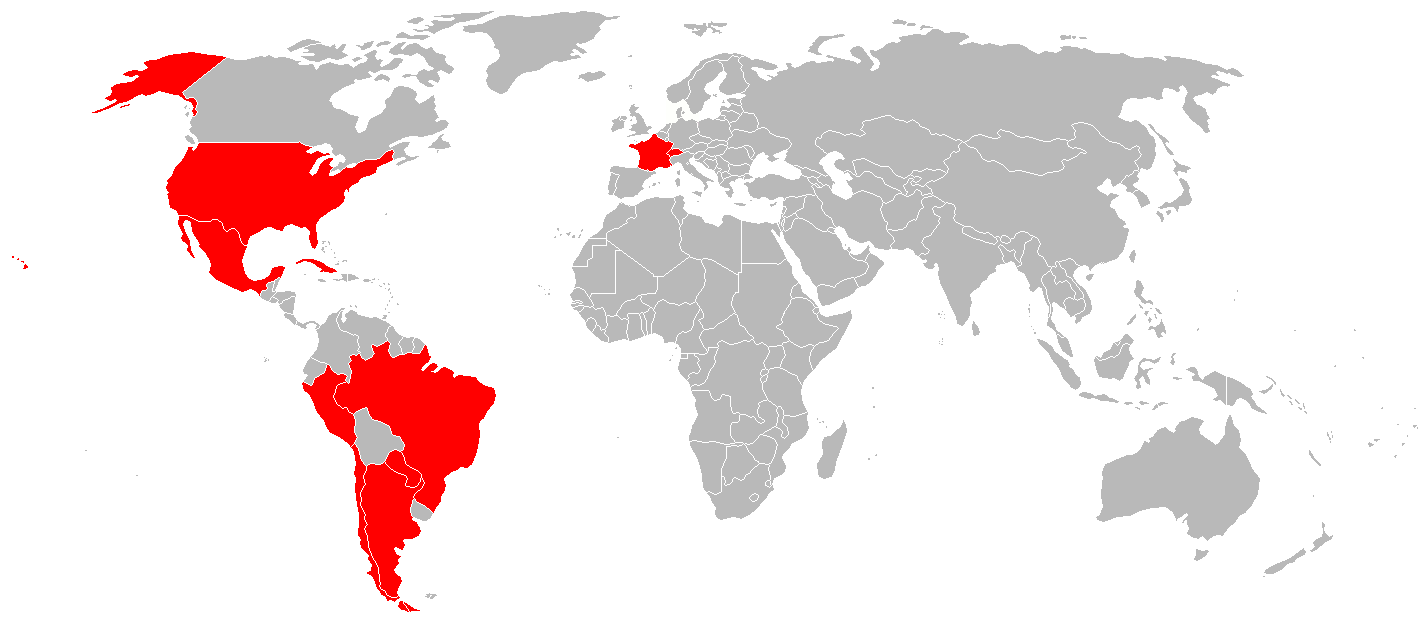
Carte des nations participantes

La base du championnat était les équipes d'Amérique du Sud. Les fortes équipes européennes, qui ont terminé de la 1ère à la 6ème place au Championnat d'Europe de 1952, n'ont pas participé à la Coupe du monde.
| Mode de qualification | Places | Nations qualifiées | Nombre de participations |
| --------------------- | ------ | ------------------ | ------------------------ |
| Pays hôtes            | 1      | Chili              | 1re                      |
| Wild card             | 9      | Argentine          | 1re                      |
| Wild card             | 9      | Brésil             | 1re                      |
| Wild card             | 9      | Cuba               | 1re                      |
| Wild card             | 9      | États-Unis         | 1re                      |
| Wild card             | 9      | Mexique            | 1re                      |
| Wild card             | 9      | Paraguay           | 1re                      |
| Wild card             | 9      | Pérou              | 1re                      |
| Wild card             | 9      | France             | 1re                      |
| Wild card             | 9      | Suisse             | 1re                      |

## Compétition

### Format
Au tour préliminaire, chaque équipe a disputé un seul match, le vainqueur se qualifiant pour le tour final. Les équipes perdantes ont joué au premier tour de repas, tandis que l'équipe perdante avec la pire marge de points a joué au deuxième tour de repas.
Au premier tour de repas, quatre équipes ont de nouveaux été jumelées et ont joué un seul match où les gagnants se sont qualifiés pour le deuxième tour de repas et les équipes perdantes pour le tour de classement. Au deuxième tour de repas, un groupe de trois équipes du tournoi à la ronde a été formé, où la meilleure équipe s'est qualifiée pour le tour final et les deux autres équipes pour le tour de classement.
Lors de la ronde finale, un groupe de six équipes du tournoi à la ronde a été formé pour concourir pour le championnat et les deuxième à sixième places au classement final.
Dans la ronde de classement, un autre groupe de tournoi à la ronde de quatre équipes a été formé pour définir la septième à la dixième place au classement final.

### Tour préliminaire
Les vainqueurs de ces matches couperets sont directement qualifiés pour la poule finale. Sont qualifiés pour la poule finale qui désignera les médaillés :
 France,  Brésil,  États-Unis,  Argentine,  Chili.
Détails des matchs
| 7 mars 1953 20h30 EDT | Rapport | Pérou                             | 22–62  | France                  |  | Stade national Julio Martínez Prádanos, Santiago |
| 7 mars 1953 20h30 EDT | Rapport | Score par mi-temps : 10-28, 12-34 |        |                         |  | Stade national Julio Martínez Prádanos, Santiago |
| 7 mars 1953 20h30 EDT | Rapport | Deux joueuses (6)                 | Points | Anne-Marie Colchen (21) |  | Stade national Julio Martínez Prádanos, Santiago |

| 8 mars 1953 | Rapport | Cuba                              | 31–50  | Brésil             |  | Stade national Julio Martínez Prádanos, Santiago |
| 8 mars 1953 | Rapport | Score par mi-temps : 16-21, 15-29 |        |                    |  | Stade national Julio Martínez Prádanos, Santiago |
| 8 mars 1953 | Rapport | Irma Buergo (11)                  | Points | Maria Ferrari (19) |  | Stade national Julio Martínez Prádanos, Santiago |

| 8 mars 1953 19h30 EDT | Rapport | Paraguay                          | 28–60  | États-Unis         |  | Stade national Julio Martínez Prádanos, Santiago |
| 8 mars 1953 19h30 EDT | Rapport | Score par mi-temps : 14-25, 14-35 |        |                    |  | Stade national Julio Martínez Prádanos, Santiago |
| 8 mars 1953 19h30 EDT | Rapport | Cira Escudero (9)                 | Points | Agnes Baldwin (13) |  | Stade national Julio Martínez Prádanos, Santiago |

| 10 mars 1953 | Rapport | Argentine                        | 39–34  | Mexique           |  | Stade national Julio Martínez Prádanos, Santiago |
| 10 mars 1953 | Rapport | Score par mi-temps : 18-8, 21-26 |        |                   |  | Stade national Julio Martínez Prádanos, Santiago |
| 10 mars 1953 | Rapport | María Pastorino (9)              | Points | Isabel Alfaro (8) |  | Stade national Julio Martínez Prádanos, Santiago |

| 10 mars 1953 22h30 EDT | Rapport | Chili                             | 37–34  | Suisse            |  | Stade national Julio Martínez Prádanos, Santiago |
| 10 mars 1953 22h30 EDT | Rapport | Score par mi-temps : 18-15, 19-13 |        |                   |  | Stade national Julio Martínez Prádanos, Santiago |
| 10 mars 1953 22h30 EDT | Rapport | Onesima Reyes (11)                | Points | Elyane Girod (12) |  | Stade national Julio Martínez Prádanos, Santiago |

### Barrage

#### Premier tour
Détails des matchs
| 11 mars 1953 21h00 EDT | Rapport | Mexique                           | 33–41  | Paraguay             |  | Stade national Julio Martínez Prádanos, Santiago |
| 11 mars 1953 21h00 EDT | Rapport | Score par mi-temps : 16-15, 17-26 |        |                      |  | Stade national Julio Martínez Prádanos, Santiago |
| 11 mars 1953 21h00 EDT | Rapport | Elsa Gamborino (8)                | Points | Africa Bataglia (11) |  | Stade national Julio Martínez Prádanos, Santiago |

| 11 mars 1953 22h00 EDT | Rapport | Cuba                              | 32–28  | Suisse             |  | Stade national Julio Martínez Prádanos, Santiago |
| 11 mars 1953 22h00 EDT | Rapport | Score par mi-temps : 10-14, 22-14 |        |                    |  | Stade national Julio Martínez Prádanos, Santiago |
| 11 mars 1953 22h00 EDT | Rapport | Estrella Suárez 8                 | Points | Huguete Bartschi 9 |  | Stade national Julio Martínez Prádanos, Santiago |

#### Deuxième tour
Classement et résultats